# Luthenay-Uxeloup
Luthenay-Uxeloup település Franciaországban, Nièvre megyében. Lakosainak száma 607 fő (2022. január 1.). Luthenay-Uxeloup Imphy, Neuville-lès-Decize, Azy-le-Vif, Béard, Chevenon, Fleury-sur-Loire, Saint-Ouen-sur-Loire és Saint-Parize-le-Châtel községekkel határos.

## Népesség
A település népességének változása:
| Lakosok száma | 632  | 640  | 647  | 625  | 618  | 615  | 613  | 608  | 607  |
|               | 2013 | 2015 | 2016 | 2017 | 2018 | 2019 | 2020 | 2021 | 2022 |